# Eetu Vähäsöyrinki
Eetu Vähäsöyrinki (ur. 12 kwietnia 1990 w Jyväskylä) – fiński dwuboista klasyczny, zawodnik klubu Lahden Hiihtoseura.

## Kariera
Po raz pierwszy na arenie międzynarodowej Eetu Vähäsöyrinki pojawił się 12 marca 2005 roku w Vuokatti, gdzie w zawodach Pucharu Świata B zajął 51. miejsce w sprincie. W lutym 2008 roku wystartował na mistrzostwach świata juniorów w Zakopanem, zajmując 39. miejsce w sprincie oraz dziewiąte w sztafecie. Jeszcze dwukrotnie startował na imprezach tego cyklu, jednak wyników tych nie poprawił.
W Pucharze Świata zadebiutował 26 listopada 2010 roku w Ruce, gdzie nie ukończył zawodów metodą Gundersena. Pierwsze pucharowe punkty wywalczył równo rok później, 26 listopada 2011 roku w tej samej miejscowości, zajmując 25. miejsce w tej samej konkurencji. Najlepsze wyniki osiągnął w sezonie 2011/2012, który zakończył na 57. pozycji w klasyfikacji generalnej.
W 2011 roku brał udział w mistrzostwach świata w Oslo, gdzie wspólnie z kolegami z reprezentacji zajął siódme miejsce w sztafecie, a indywidualnie plasował się w piątej dziesiątce. Na rozgrywanych dwa lata później mistrzostwach świata w Val di Fiemme był ósmy w sztafecie, jedenasty w sprincie drużynowym, a rywalizację w konkursie metodą Gundersena na dużym obiekcie zakończył na 37. miejscu.

## Osiągnięcia

### Igrzyska olimpijskie
| Miejsce | Dzień     | Rok  | Miejscowość | Konkurencja           | Wynik zwycięzcy | Strata  | Zwycięzca     |
| ------- | --------- | ---- | ----------- | --------------------- | --------------- | ------- | ------------- |
| 38.     | 12 lutego | 2014 | Soczi       | Gundersen HS106/10 km | 23:50,2         | +2:58,5 | Eric Frenzel  |
| 38.     | 18 lutego | 2014 | Soczi       | Gundersen HS140/10 km | 22:45,5         | +2:56,7 | Jørgen Gråbak |

### Mistrzostwa świata
| Miejsce | Dzień     | Rok  | Miejscowość   | Konkurencja                     | Wynik zwycięzcy | Strata  | Zwycięzca           |
| ------- | --------- | ---- | ------------- | ------------------------------- | --------------- | ------- | ------------------- |
| 46.     | 26 lutego | 2011 | Oslo          | Gundersen HS106/10 km           | 25:19,2         | +4:35,7 | Eric Frenzel        |
| 7.      | 28 lutego | 2011 | Oslo          | Sztafeta HS106/4x5 km           | 48:07,8         | +3:09,5 | Austria             |
| 47.     | 2 marca   | 2011 | Oslo          | Gundersen HS134/10 km           | 25:31,6         | +5:17,2 | Jason Lamy Chappuis |
| 8.      | 24 lutego | 2013 | Val di Fiemme | Sztafeta HS106/4x5 km           | 57:34,0         | +3:36,8 | Francja             |
| 37.     | 28 lutego | 2013 | Val di Fiemme | Gundersen HS134/10 km           | 27:22,8         | +3:57,8 | Eric Frenzel        |
| 11.     | 2 marca   | 2013 | Val di Fiemme | Sprint drużynowy HS136/2x7,5 km | 35:37,9         | +3:39,6 | Francja             |
| 9.      | 22 lutego | 2015 | Falun         | Sztafeta HS100/4x5 km           | 44:20.7         | +4:08.0 | Niemcy              |
| 42.     | 26 lutego | 2015 | Falun         | Gundersen HS134/10 km           | 22:45.8         | +4:11.1 | Bernhard Gruber     |

### Mistrzostwa świata juniorów
| Miejsce | Dzień       | Rok  | Miejscowość   | Konkurencja           | Wynik zwycięzcy | Strata  | Zwycięzca            |
| ------- | ----------- | ---- | ------------- | --------------------- | --------------- | ------- | -------------------- |
| 9.      | 28 lutego   | 2008 | Zakopane      | Sztafeta HS94/4x5 km  | 59:32,9         | +5:27,3 | Niemcy               |
| 39.     | 29 lutego   | 2008 | Zakopane      | Sprint HS94/5 km      | ?               | +3:00,5 | Tomaz Druml          |
| 39.     | 9 lutego    | 2009 | Štrbské Pleso | Gundersen HS100/10 km | 28:31,7         | +4:48,2 | Alessandro Pittin    |
| 41.     | 27 stycznia | 2010 | Hinterzarten  | Gundersen HS106/5 km  | 12:55,4         | +2:53,5 | Junshirō Kobayashi   |
| DNF     | 29 stycznia | 2010 | Hinterzarten  | Gundersen HS106/10 km | 29:43,5         | -       | Ole Christian Wendel |
| 13.     | 31 stycznia | 2010 | Hinterzarten  | Sztafeta HS106/4x5 km | 53:00,1         | +6:58,1 | Niemcy               |

### Puchar Świata

#### Miejsca w klasyfikacji generalnej
- sezon 2011/2012: 57.
- sezon 2012/2013: 58.
- sezon 2013/2014: 46.
- sezon 2014/2015: niesklasyfikowany

### Puchar Kontynentalny

#### Miejsca w klasyfikacji generalnej
- sezon 2009/2010: 85.
- sezon 2010/2011: 62.
- sezon 2011/2012: 41.
- sezon 2012/2013: 28.
- sezon 2013/2014: 69.
- sezon 2014/2015: 72.

### Letnie Grand Prix

#### Miejsca w klasyfikacji generalnej
- 2010: niesklasyfikowany
- 2011: niesklasyfikowany
- 2012: 51.